# Coronation Scot
Il Coronation Scot era un treno espresso della London, Midland and Scottish Railway inaugurato nel 1937 per l'incoronazione di re Giorgio VI e della regina Elisabetta, che rimase in funzione fino all'inizio della guerra nel 1939. Andava sulla West Coast Main Line da Londra (stazione di Euston) a Glasgow (stazione centrale), fermandosi a Carlisle per il cambio dell'equipaggio e per far salire e scendere i passeggeri da e per Londra. Il servizio fu progettato per competere con i servizi rivali sulla East Coast Main Line, per il prestigioso traffico da Londra verso la Scozia. Era programmato per completare il viaggio da Londra a Glasgow in 6 ore e 30 minuti.

## Locomotive e treni
Le locomotive aerodinamiche Coronation Class furono sviluppate appositamente per il servizio e furono tra le locomotive a vapore più potenti ad operare sulle ferrovie britanniche. In una corsa di stampa preparatoria all'introduzione del servizio nel giugno 1937, la LMS Coronation Class 6220 Coronation, di nuova costruzione, raggiunse una velocità di 114 miglia orarie (183 km/h) nei pressi di Crewe.
Tre convogli vennero formati da carrozze esistenti e dotati di una livrea blu simile al colore usato in precedenza dalla Caledonian Railway (la livrea normale della LMS era il color cocciniglia della precedente Midland Railway). I primi cinque Pacific della Coronation Class furono anch'essi realizzati in blu con linee argentate.
Il Coronation Scot circolava solo nei giorni feriali e nei fine settimana estivi. Due dei set di carrozze venivano utilizzati su altri treni; il set di riserva era conservato presso i Wolverton Works della LMS.

## Formazione
La formazione del treno verso Londra era la seguente:
- carrozza di prima classe con freno
- carrozza di prima classe
- carrozza ristorante di prima classe
- carrozza con la cucina
- carrozza aperta di terza classe
- carrozza di terza classe con freno

L'avviso del personale delle carrozze LMS ERO 4522590-02 stabiliva la formazione. Le prove fotografiche suggeriscono che i convogli venivano girati in modo che la prima classe viaggiasse sempre nella parte posteriore del treno. A volte una formazione diversa viaggiava il lunedì dopo che le carrozze erano state utilizzate per altri servizi nei fine settimana.
Tutte le carrozze passeggeri erano dotate di ventilazione ed aria condizionata, regolabile dai singoli passeggeri per ottenere qualsiasi temperatura desiderata entro l'intervallo fornito.

## Musica
Un popolare pezzo di musica orchestrale leggera che celebra questo treno è stato composto da Vivian Ellis. Il brano è stato utilizzato come sigla per il programma radiofonico della BBC Send for Paul Temple.